# Lodewijk Hendrik Nicolaas Bosch van Rosenthal

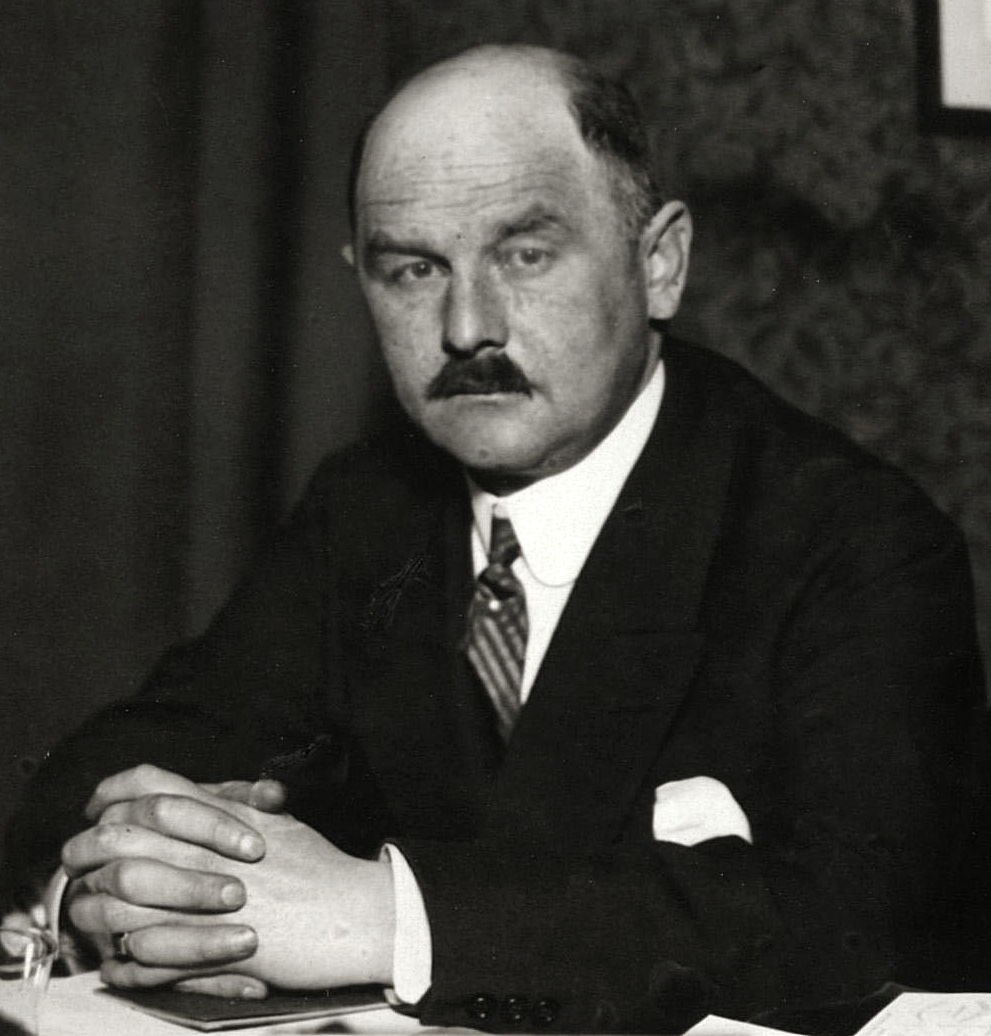
Lodewijk Bosch van Rosenthal

Lodewijk Hendrik Nicolaas Bosch ridder van Rosenthal (Dordrecht, 7 april 1884 – Zeist, 29 januari 1953) was een Nederlands bestuurder en verzetsman en telg uit het adellijk geslacht Van Rosenthal. 
Hij was de zoon van mr. Lodewijk Hendrik Nicolaas Frederik Marie Bosch ridder van Rosenthal (1845–1890) en Jkvr. R.G.G. van Holthe (1855–1924). Na zijn studie staatsrecht promoveerde hij in Utrecht in 1911. Zijn bestuurlijke loopbaan omvatte de volgende functies:
- 1917–1924: burgemeester van Brummen
- 1924–1930: burgemeester van Groningen; tijdens deze ambtsperiode werd een groot aantal infrastructurele werken in gang gezet, zoals de asfaltering van een groot deel van de Binnenstad, de aanleg van een nieuw diepriool met persleiding naar Delfzijl, de invoering van de Groningse trolleybus (als eerste van Nederland), de uitbreiding van het Academisch Ziekenhuis en een reorganisatie van het Groningse politiekorps. Zijn daden trokken landelijk de aandacht.[1]
- 1930–1934: burgemeester van Den Haag
- 1934–1941: commissaris van de Koningin van de provincie Utrecht.

Hij werd door de Duitse bezetter vanwege zijn anti-Duitse houding ontslagen. Bosch van Rosenthal was actief in het verzet en werd in 1944 voorzitter van het College van Vertrouwensmannen dat door de Nederlandse regering in Londen in het leven was geroepen voor de overgangstijd direct na de te verwachten bevrijding.
Na de bevrijding was hij achtereenvolgens:
- 1945–1946: commissaris van de Koningin van de provincie Utrecht
- 1945–1953: lid van de Raad van State
- Staatsraad i.b.d.
- President-curator Universiteit Utrecht.

Van Rosenthal was getrouwd met Jonkvrouwe Gertrude Anna Pauw van Wieldrecht. Ze hadden een zoon en twee dochters. Hun zoon Lodewijk Hendrik Nicolaas Frederik Marie Bosch van Rosenthal (1914-2004) werd burgemeester van Rhenen.
Hij was onder andere Ridder in de Orde van de Nederlandse Leeuw (2 juli 1929), Commandeur in de Orde van het Legioen van Eer van Frankrijk en Rechtsridder in de Johanniterorde. Op 20 februari 1946 werd hij Grootofficier in de Orde van Oranje-Nassau. De Britse koning begiftigde hem na de Tweede Wereldoorlog met de King's Medal for Courage in the Cause of Freedom.
Hij overleed in Zeist, maar is begraven op de Algemene begraafplaats in Zutphen.